# Underviol
Underviol (Viola mirabilis) är en växtart i familjen violväxter. 